# Albion (Indiana)
Albion é uma cidade  localizada no estado americano de Indiana, no Condado de Noble.

## Demografia
Segundo o censo americano de 2000, a sua população era de 2284 habitantes.
Em 2006, foi estimada uma população de 2347, um aumento de 63 (2.8%).

## Geografia
De acordo com o United States Census Bureau tem uma área de
3,6 km², dos quais 3,6 km² cobertos por terra e 0,0 km² cobertos por água. Albion localiza-se a aproximadamente 283 m acima do nível do mar.

## Localidades na vizinhança
O diagrama seguinte representa as localidades num raio de 16 km ao redor de Albion.